# بیمارستان شهدای فورگ
بیمارستان شهدای فورگ بیمارستانی است آموزشی- درمانی در شهر دوبرجی شهرستان داراب استان فارس که در خرداد ۱۴۰۱ با ۱۰ تخت افتتاح گردید. که تحت پوشش دانشگاه علوم پزشکی شیراز قرار دارد.